# Лоу, Тадеуш
Тадеуш Собески Константин Лоу (англ. Thaddeus Sobieski Constantine Lowe; 20 августа 1832 — 16 января 1913, также известный как Professor T. S. C. Lowe) — американский воздухоплаватель, учёный и изобретатель, в основном самоучка, в области химии, метеорологии и воздухоплавания, получивший известность во время Гражданской войны в США и считающийся отцом военно-воздушной разведки в США.

## Биография
В конце 1850-х годов он был хорошо известен своими передовыми теориями в области метеорологических наук, а также его деятельностью в области строительства воздушных шаров. Среди его устремлений были планы по трансатлантическому перелёту.
Научные исследования Лоу были прерваны началом Гражданской войны в США. Он решил исполнить свой патриотический долг, предложив свои услуги в качестве воздухоплавателя для осуществления воздушной разведки деятельности войск Конфедерации в интересах армии Союза. В июле 1861 года Лоу был назначен главным аэронавтом в корпусе воздушных шаров Армии Союза президентом Авраамом Линкольном. Хотя его деятельность была в целом успешной, она была не в полной мере оценена всеми руководителями армии, и споры по поводу его деятельности и уровня заработной платы вынудили его уйти в отставку в 1863 году. Лоу вернулся в частный сектор и продолжал научные исследования в области производства газообразного водорода. Он изобрёл процесс получения водяного газа, при котором большое количество газообразного водорода могло быть произведено из пара и древесного угля. Его изобретения по этому процессу и льдогенераторы сделали его миллионером.
В 1887 году он переехал в Лос-Анджелес, штат Калифорния, и в конце концов построил дом площадью 24000 квадратных футов (2230 м²) в Пасадине. Он открыл несколько фабрик по производству льда и основал Гражданский банк Лос-Анджелеса. Лоу был представлен Дэвиду Дж. Макферсону, инженеру-строителю, который разработал планы для строительства живописной горной железной дороги. В 1891 году они создали компанию Pasadena & Mount Wilson Railroad Ко и начали строительство железной дороги Mount Lowe Railway в холмах Алтадены. Железная дорога была открыта 4 июля 1893 года и пользовалась интересом и успехом. Лоу продолжил её строительство к горе Оак, переименованной в гору Лоу, с огромной скоростью, как по трудозатратам, так и по финансовым вложениям. К 1899 году Лоу оказался во внешнем управлении и в конце концов потерял железную дорогу, которую получил Джаред С. Торранс. Лоу потерял всё, что имел, и прожил остаток дней в доме своей дочери в Пасадине, где умер в возрасте 80 лет. Был похоронен на кладбище Mountain View Cemetery and Mausoleum в городе Алтадина.

## Награды
- Медаль Эллиота Крессона (1886).